# Lijst van rivieren in Peru

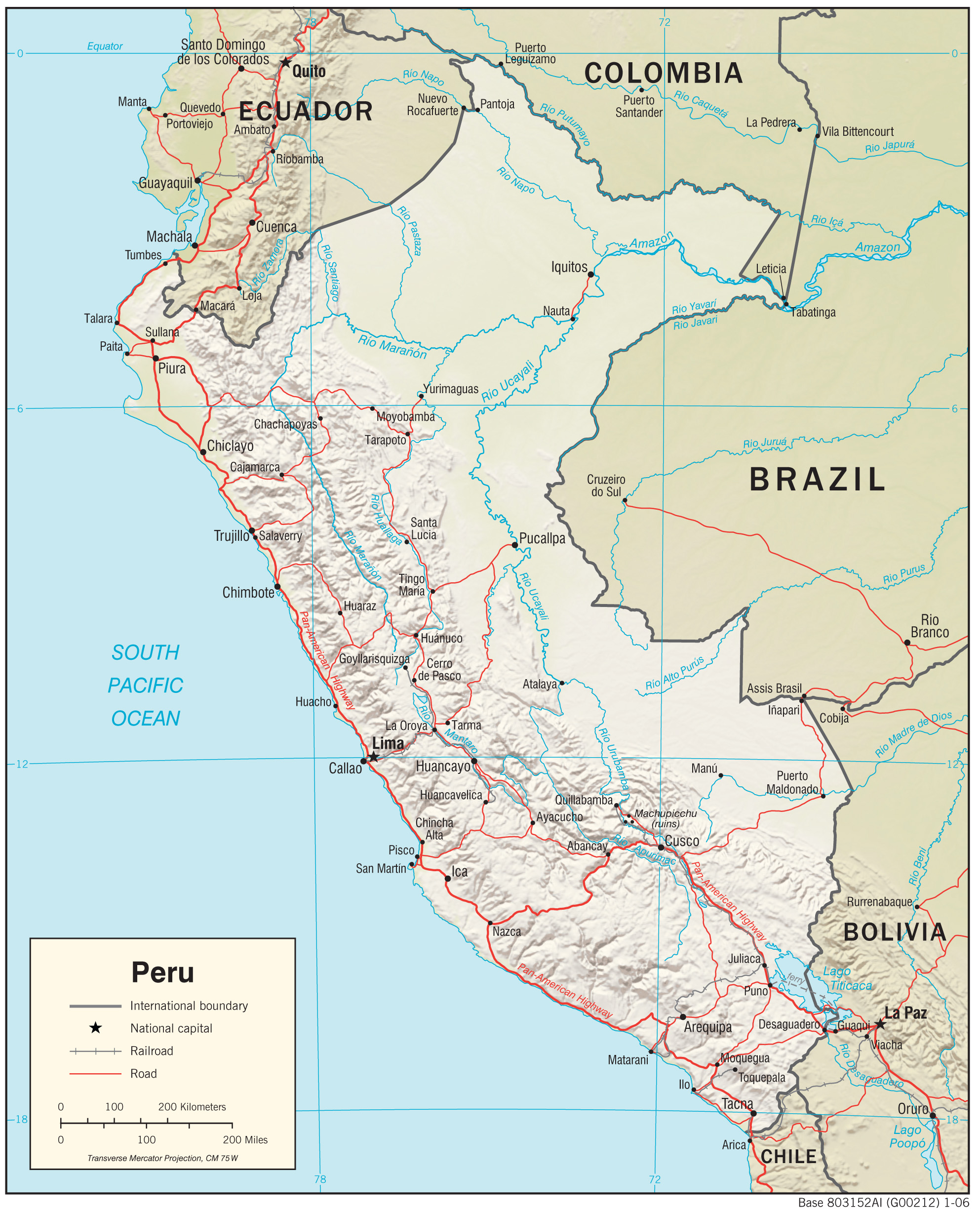
Kaart van Peru.

Dit is een lijst van rivieren in Peru.

## Langste rivieren
| Rivier              | Lengte in Peru (km) | Totale lengte (km) | Monding            |
| ------------------- | ------------------- | ------------------ | ------------------ |
| Ucayali             | 1771                | 1771               | Amazone            |
| Marañón             | 1414                | 1600               | Amazone            |
| Putumayo            | 1380                | 1610               | Amazone            |
| Yavarí              | 1184                |                    | Amazone            |
| Huallaga            | 1138                | 1138               | Marañón            |
| Urubamba            | 862                 | 862                | Ucayali            |
| Mantaro             | 724                 | 724                | Apurímac           |
| Amazone             | 713                 | 6530               | Atlantische Oceaan |
| Apurímac            | 690                 | 690                | Ucayali            |
| Napo                | 667                 | 1130               | Amazone            |
| Madre de Dios       | 655                 | 1150               | Amazone            |
| Tacuatimanu         | 621                 |                    | Madre de Dios      |
| Tigre               | 598                 |                    | Marañón            |
| Purús               | 483                 |                    | Amazone            |
| Tapiche             | 448                 |                    | Ucayali            |
| Inambari            | 437                 |                    | Madre de Dios      |
| Curaray             | 414                 |                    | Napo               |
| Morona              | 402                 |                    | Huallaga           |
| Tambopata           | 402                 |                    | Madre de Dios      |
| Pachitea            | 393                 |                    | Ucayali            |
| Majes (Camaná)      | 388                 |                    | Stille Oceaan      |
| Aguaytía            | 379                 |                    | Ucayali            |
| Pampas              | 379                 |                    | Apurímac           |
| Nanay               | 368                 |                    | Amazone            |
| Pastaza             | 368                 | 710                | Marañón            |
| Manu                | 356                 |                    | Madre de Dios      |
| Tamaya              | 310                 |                    | Ucayali            |
| Carabaya (Azángaro) | 304                 |                    | Azángaro           |
| Corrientes          | 448                 |                    | Tigre              |
| Mayo                | 299                 |                    | Huallaga           |
| Santa               | 294                 |                    | Stille Oceaan      |
| Tambo               | 283                 | 283                | Ucayali            |
| Vitor (Chili)       | 278                 |                    | Stille Oceaan      |
| Ocoña               | 255                 |                    | Stille Oceaan      |
| Piura               | 252                 |                    | Stille Oceaan      |
| Santiago            | 230                 |                    | Marañón            |
| Ica                 | 220                 |                    | Stille Oceaan      |
| Cañete              | 193                 |                    | Stille Oceaan      |
| Reque               | 189                 |                    | Stille Oceaan      |
| Acarí               | 178                 |                    | Stille Oceaan      |
| Locumba             | 178                 |                    | Stille Oceaan      |
| Grande              | 173                 |                    | Stille Oceaan      |
| Chira               | 168                 |                    | Stille Oceaan      |
| Sama                | 168                 |                    | Stille Oceaan      |
| Juruá               | 160                 | 3100               | Amazone            |

Bron: INEI:21, pdf 13

## Rivieren per stroomgebied
Onderstaande rivieren zijn naar drainagebekken geordend en de opeenvolgende zijrivieren zijn ingesprongen weergegeven onder de naam van elke hoofdrivier. Rivieren met een lengte van 400 kilometers of meer zijn vet weergegeven.

### Atlantische Oceaan
- Amazone
  - Madeira (Brazilië)
    - Madre de Dios
      - Orthon (Bolivia)
        - Tahuamanu
          - Muymano

        - Mamuripi
          - Manuripe

      - Heath
      - Tambopata, 402 km
      - Río de Las Piedras of Tacuatimanu, 621 km
        - Pariamanu

      - Inambari, 437 km
      - Manú

  - Purús, 483 km
    - Acre
    - Iaco of Yaco
    - Chandless
    - Curanja
    - Alto Purús

  - Juruá of Yurua
    - Alto Yurua

  - Putumayu
    - Yaguas
    - Algodón
    - Campuya
    - San Miguel

  - Yavarí
    - Yavarí Mirim
    - Gálvez

  - Atacuarí
  - Pichana
  - Apayacu
  - Napo
    - Mazán
    - Tampuyaku
    - Curaray, 414 km
    - Aguarico

  - Nanay
    - Pintuyaku
      - Chambira

  - Marañón
    - Tigre, 598 km
      - Corrientes, 483 km
      - Tangarana

    - Samiria
    - Chambira
    - Urituyaku
    - Huallaga
      - Paranapura
      - Shanusi
      - Chipurana
      - Mayo
      - Biabo of Biavo
      - Sisa
      - Wallapampa
        - Abiseo

      - Mishollo
      - Chuntayaq
      - Tulumayu
      - Monzón
      - Higueras

    - Nucuray
    - Pastaza
      - Huasaga

    - Morona, 402 km
    - Santiago
    - Nieva
    - Cenepa
      - Comaina

    - Chiriaco of Imaza
    - Chinchipe
    - Utcubamba
      - Quebrada Magunchal
      - Quebrada Seca

    - Chamaya
      - Wayllapampaa
      - Chotano
      - Quebrada San Antonio

    - Llaucano
    - Crisnejas of Crisnegas
      - Cajamarca
      - Condebamba

    - Chusgon
    - San Miguel
    - Puccha

  - Ucayali
    - Tapiche, 448  km
    - Guanache
    - Cushabatay
    - Pisqui
    - Aguaytía
    - Tamaya
    - Pachitea
      - Pichis
      - Palcazu
        - Pozuzo
          - Huancabamba of Huayabamba

    - Sheshea of Chesheya of Chessea
    - Cohengu
    - Urubamba
      - Inuya
      - Mishagua
      - Camisea
      - Yavero of Paucartambo
      - Ticumpinia
      - Cumpirusiato
      - Cushireni
      - Vilcanota

    - Tambo
      - Perené
        - Pangoa
          - Mazamari
          - Satipo

        - Paucartambo
        - Chanchamayu
          - Tulumayu

      - Ene
        - Mantaro
          - Huarpa
            - Yucay of Pongor

          - Ichu of Huancavelica
          - Occoro
          - Willka
          - Cunas

        - Apurímac
          - Pampas
          - Pachachaka
          - Santo Tomás
          - Velille

### Stille Oceaan
- Zarumilla
- Tumbes
- Chira
- Piura
  - Bigote
  - Charanal
- Cascajal
- Olmos
- Motupe
  - La Leche
- Chancay (Lambayeque)
- Zaña
- Chamán
- Jequetepeque
- Chicama
- Moche
- Virú
- Chao
- Santa
- Lacramarca
- Nepeña
- Casma
  - Sechín
  - Grande (Casma)
- Culebras
- Huarmey
- Fortaleza
- Pativilca
- Supe
- Huaura
- Chancay (Huaral)
- Chillón
- Rímac
- Lurín
- Mala
- Omas
- Cañete
- Topara
- San Juan
- Pisco
- Ica
- Grande of Nazca
- Acarí
- Yauca
- Indio Muerto of Chala
- Chaparra
- Atico
- Caravelí
- Ocoña
- Camaná
  - Colca
- Vitor
  - Sihuas
  - Quilca of Chili
- Tambo
  - Corlaque
- Osmore of Moquegua of Ilo
  - Asana
- Locumba
- Sama
- Caplina

### Endoreïsch bekken
- Poopomeer (Bolivia)
  - Desaguadero
    - Mauri
    - Titicacameer
      - Ilave
        - Huenque

      - Coata
      - Ramis
        - Azángaro
          - Carabaya

        - Ayaviri

      - Huancané
      - Suches